# 이정석 (가수)
이정석(1967년 5월 26일 ~ )은 대한민국의 발라드 가수이다.

## 이력
- 1986년 제10회 MBC 대학가요제 금상 수상
- 1987년 일간스포츠 골든디스크 신인상 수상
- 1987년 중앙일보 음악세계 신인상, 최고 인기곡상 수상
- 1987년 KBS 한국방송공사 가수상 수상
- 1989년 KBS 한국방송공사 가수상 수상

## 작품

### 정규 음반
- 1987년 《이정석 1집》
- Side 1  1. 타인처럼  2. 사랑하기에...  3. 젖은 날개  4. 타버린 사랑  5. 가버린 너  
Side 2  1. 아스팔트 열기속에서  2. 이 세상을 사랑하리라  3. 그건 사랑 아니예요  4. 슬픔이 안긴 첫사랑  5. 건전 가요
- 1988년 《이정석 2집》
- Side 1  1. 카페이야기  2. 내 사랑 미나  3. 사랑의 대화  4. 하루가 가면  5. 그대 사랑 나의 품안에  
Side 2  1. 밤이 오면  2. 도시엔 고요만 흐르고  3. 겨울 연가  4. 모두 잊어야 하네  5. 내일을 향해
- 1989년 《이정석 3집》
- 제작일 : 1989년 5월 10일  제작사 : 서라벌레코드사  앨범유형 : 정규앨범  앨범번호 : DAEHA-001  SIDE A  1. 슬픈 연인의 눈물  2. 하늘을 향해  3. 안타까운 이별  4. 나 혼자만의 사랑  5. 나는 너에게  SIDE B  1. 여름날의 추억 *  2. 사랑위해 흘린 눈물  3. 잊혀진 얘기라  4. 오늘같은 날이면  5. 기다리는 마음  6. 너의 생일에
- 1990년 《이정석 4집》
- 'SIDE A. 
1.그 눈물이 이별이 되어 2.수줍은 고백 3.우리 사랑 이대로 4.도시의 이밤 5.이렇게 외로운 날엔 
SIDE B. 
1.그댈 바라보며 2.그대 나의 사랑이기에 3.동화속으로 4.잊혀진 그녀의 소식  '[출처] 이정석 4집 '90년 LP|작성자 동명성제
- 1992년 《이정석 5집》
- Side 1  1. 아득한 날의 먼 기억  2. 도시의 이밤  3. 그댈 바라보며  4. 이렇게 외로운 날앤  5. 동화속으로  Side 2  1. 커피향기로 맴도는 그대  2. 우리사랑 이대로  3. 그 눈물 이별이 되어  4. 그대 나의 사랑이기에  5. 잊혀진 그녀의 소식  [출처] 이정석 5집 '92년 LP(미개봉)|작성자 동명성제
- 1998년 《이정석 6집》
- TRACKS  Disc 1  1.그날의 약속   작사:이정석 작곡:서영진	이정석 4:27  2.끝나지 않은 사랑   작사:이정석 작곡:이정석	이정석 4:20  3.이제 떠나면   작사:이홍래,조광호 작곡:이홍래	이정석 4:28  4.우리 사랑 위하여   작사:이정석 작곡:서영진	이정석 4:26  5. 너의 향기   작사:이정석 작곡:서영진	이정석 4:53  6. 같이 갈 친구   작사:김종학 작곡:김종학	이정석 3:32  7. 그대만을 영원히   작사:이정석 작곡:이정석	이정석 4:25  8. 내 자신보다 깊이   작사:이정석 작곡:이정석	이정석 4:15  9. 안타까운 이별   작사:서영진 작곡:서영진	이정석 4:09  10. 허무   작사:이정석 작곡:이정석	이정석 4:38

### 그 외의 활동
- 1988년 해태제과 한마음껌 광고 출연